# Monomorium turneri
Monomorium turneri är en myrart som först beskrevs av Auguste-Henri Forel 1910.  Monomorium turneri ingår i släktet Monomorium och familjen myror. Inga underarter finns listade i Catalogue of Life.